# Mugin
Xiamen Mugin Tech. Ltd. — китайская частная компания, производитель беспилотных летательных аппаратов (БПЛА). Один из лидеров рынка недорогих самолётоподобных БПЛА, поставляемых под брендом Mugin UAV.
Фирма производит многоцелевые профессиональные беспилотные аппараты как на электрической тяге так и с двигателями внутреннего сгорания. Головной офис компании расположен в Сямыне.